# Es herrscht Ruhe im Land
Es herrscht Ruhe im Land är en österrikisk-tysk dramafilm från 1976 i regi av Peter Lilienthal.

## Utmärkelser
Filmen vann Tyska filmpriset för bästa film 1976.

## Rollista i urval
- Charles Vanel - farfar Parra
- Mario Pardo - Gustavo Parra
- Zita Duarte - Cecilia Neira
- Henriqueta Maia - Maria Angelica